# Bill Perkins
Pour les articles homonymes, voir Perkins.
Bill Perkins, né le 22 juillet 1924 à San Francisco en Californie et mort le  9 août 2003 à Sherman Oaks, est un saxophoniste de jazz américain. C'est un représentant du Jazz West Coast.

## Biographie
Dans les années 1950, Bill Perkins fait partie des bigs bands de Woody Herman et Stan Kenton. Dans la deuxième moitié de la décennie, il enregistre sous son nom avec des musiciens de West Coast tels que Richie Kamuca, Shorty Rogers, Art Pepper, Pete Jolly, Bud Shank, Stan Levey. En 1956, il participe à l'album 2 Degrees East, 3 Degrees West avec Chico Hamilton et Jim Hall pour le jazz de la côte ouest et John Lewis et Percy Heath du Modern Jazz Quartet pour le jazz de la côte est.
Dans les années 1960, comme la plupart des musiciens de Jazz West Coast, il se tourne vers le travail de studio. De 1970 à 1992, il est membre de l'orchestre du Tonight Show.

## Discographie partielle

### Comme leader
- 1955 :  Al Cohn, Richie Kamuca, Bill Perkins : The Brothers!, RCA, LPM-1162
- 1956 : The Bill Perkins Octet : On Stage, Pacific Jazz Records, PJ-1221
- 1963 : Bill Perkins : Bossa Nova with Strings Attached, Liberty, LRP-3293[2]

### Comme sideman
- 1955 : Pete Jolly : Duo, Trio, Quartet, RCA Records NL-45991
- 1955 : Pete Jolly : The Five, RCA Records LPM-1121
- 1956 : Chet Baker : Big Band, Pacific Jazz Records PJ-1229

## Sources
- Courte biographie sur le site Allmusic.com